# Malice
Malice (bra: Malícia) é um filme de 1993 dirigido por Harold Becker. Adaptado de uma história de Jonas McCord, o enredo segue Andy e Tracy Safian, um casal recém-casado cujas vidas são reviradas depois que eles alugam parte de sua casa vitoriana para Jed, um cirurgião.

## Elenco
- Alec Baldwin ..... Dr. Jed Hill/Dr. David Lilianfield
- Nicole Kidman ..... Tracy Safian
- Bill Pullman ..... Andy Safian
- Bebe Neuwirth ..... Dana Harris
- Anne Bancroft ..... Srtª. Kennsinger
- Peter Gallagher ..... Dennis Riley
- Josef Sommer ..... Lester Adams
- George C. Scott ..... Dr. Martin Kessler
- Tobin Bell ..... Earl Leemus
- Debrah Farentino ..... Tia Tanya
- Gwyneth Paltrow ..... Paula Bell
- Brenda Strong ..... Claudia

## Produção
Malice foi filmado em Boston, Amherst, Holyoke, em Massachusetts e Northampton. O Smith College foi o cenário usado para a faculdade de Andy. Michael Hirsh e Patrick Loubert, dois dos co-fundadores do estúdio de animação canadense de Nelvana, trabalhou como produtor executivo do filme.

## Recepção
O público pesquisado pelo CinemaScore deu ao filme uma nota média de "B+" em uma escala de A+ a F.
No agregador de críticas Rotten Tomatoes, na pontuação onde a equipe do site categoriza as opiniões da  grande mídia e da mídia independente apenas como positivas ou negativas, o filme tem um índice de aprovação de 57% calculado com base em 30 comentários dos críticos. Por comparação, com as mesmas opiniões sendo calculadas usando uma média aritmética ponderada, a nota alcançada é 6,4/10.
Em outro agregador, o Metacritic, que calcula as notas das opiniões usando somente uma média aritmética ponderada de determinados veículos de comunicação em maior parte da grande mídia, tem uma pontuação de 52/100, alcançada com base em 17 avaliações da imprensa anexadas no site, com a indicação de "revisões mistas ou neutras".
Roger Ebert avaliou com 2/4 da nota dizendo que o filme é "repleto de personagens, incidentes, becos sem saída e pistas falsas". Na Variety, Timothy M. Gray disse que "deve agradar o público que quer se divertir sem ser desafiado. . . Algumas das tramas se arrastam... mas no geral, o roteiro faz o que se propõe a fazer".